# خوسيه ديل رامو نونيز
خوسيه ديل رامو نونيز (بالإنجليزية: José Del Ramo Nunez)‏ مواليد 28 مايو 1960 في أونتور، إسبانيا، هو دراج إسباني سابق.

## روابط خارجية
- خوسيه ديل رامو نونيز على موقع أرشيف الدراجات (الإنجليزية)
- خوسيه ديل رامو نونيز على موقع إحصائيات الدراجات الإحترافية (الإنجليزية)